# Großenscheidt
Großenscheidt ist eine Ortschaft in Hückeswagen im Oberbergischen Kreis im Regierungsbezirk Köln in Nordrhein-Westfalen (Deutschland).

## Lage und Beschreibung
Großenscheidt liegt im westlichen Hückeswagen im Quellbereich des Sohlbachs. Nachbarorte sind Grünenthal, Grünestraße, Wegerhof, Kleinenscheidt, Hambüchen, Altenhof, Westhoferhöhe und Sohl. Die Ortschaft ist über eine Verbindungsstraße erreichbar, die nahe Kleinenscheidt von der Kreisstraße K5 abzweigt und zum historischen Ortskern Hückeswagens führt.

## Geschichte
Der Ort wurde 1487 erstmals urkundlich erwähnt. In der Darlehnsliste für Herzog Wilhelm von Jülich-Berg werden Johan zom Scheyde bzw. Johan zo de Scheide genannt. Die ursprüngliche Schreibweise demnach war Scheyde/Scheide.
Im 18. Jahrhundert gehörte der Ort zum  bergischen Amt Bornefeld-Hückeswagen. 1815/16 lebten 77 Einwohner im Ort. Großenscheidt gehörte 1832 unter dem Namen Großenscheid der Großen Honschaft an, die ein Teil der Hückeswagener Außenbürgerschaft innerhalb der Bürgermeisterei Hückeswagen war. Der laut der Statistik und Topographie des Regierungsbezirks Düsseldorf als Weiler kategorisierte Ort besaß zu dieser Zeit sechs Wohnhäuser und elf landwirtschaftliche Gebäude. Zu dieser Zeit lebten 83 Einwohner im Ort, 48 katholischen und 35 evangelischen Glaubens.
Im Gemeindelexikon für die Provinz Rheinland werden für 1885 sieben Wohnhäuser mit 50 Einwohnern angegeben. Der Ort gehörte zu dieser Zeit zur Landgemeinde Neuhückeswagen innerhalb des Kreises Lennep. 1895 besitzt der Ort vier Wohnhäuser mit 31 Einwohnern, 1905 fünf Wohnhäuser und 50 Einwohner.

## Wander- und Radwege
Folgende Wanderwege führen an dem Ort vorbei:
- Der Hückeswagener Rundweg ◯